# Mùa bão khu vực Úc 2021–22
Mùa bão khu vực Úc 2021-22 là khoảng thời gian trong năm khi hầu hết các cơn xoáy thuận nhiệt đới và cận nhiệt đới hình thành ở phía nam của Ấn Độ Dương và Thái Bình Dương giữa 90°Đ và 160°Đ. Mùa bão chính thức bắt đầu vào ngày 1 tháng 11 năm 2021 và sẽ kết thúc vào ngày 30 tháng 4; tuy nhiên, một cơn xoáy thuận nhiệt đới có thể hình thành bất cứ lúc nào trong khoảng thời gian từ ngày 1 tháng 7 năm 2021 đến ngày 30 tháng 6 năm 2022 và sẽ được tính vào tổng mùa. Trong mùa, các cơn xoáy thuận nhiệt đới sẽ được theo dõi chính thức bởi Cục Khí tượng Úc (BoM), Cơ quan Khí hậu và Địa vật lý Indonesia (BMKG) và Dịch vụ Thời tiết Quốc gia Papua New Guinea. Trung tâm Cảnh báo bão Liên hợp (JTWC) và các cơ quan khác như Dịch vụ Khí tượng thủy văn (FMS), Dịch vụ Khí tượng của New Zealand (MetService) và Météo-France tại La Réunion, cũng sẽ giám sát, theo dõi các khu vực của họ trong mùa.
Phạm vi bài viết này đề cập đến xoáy thuận nhiệt đới ở khu vực Úc. Các loại xoáy khác như xoáy thuận ngoại nhiệt đới, xoáy nghịch, polar low, polar high,... không đề cập đến trong bài viết này.

## Dòng thời gian

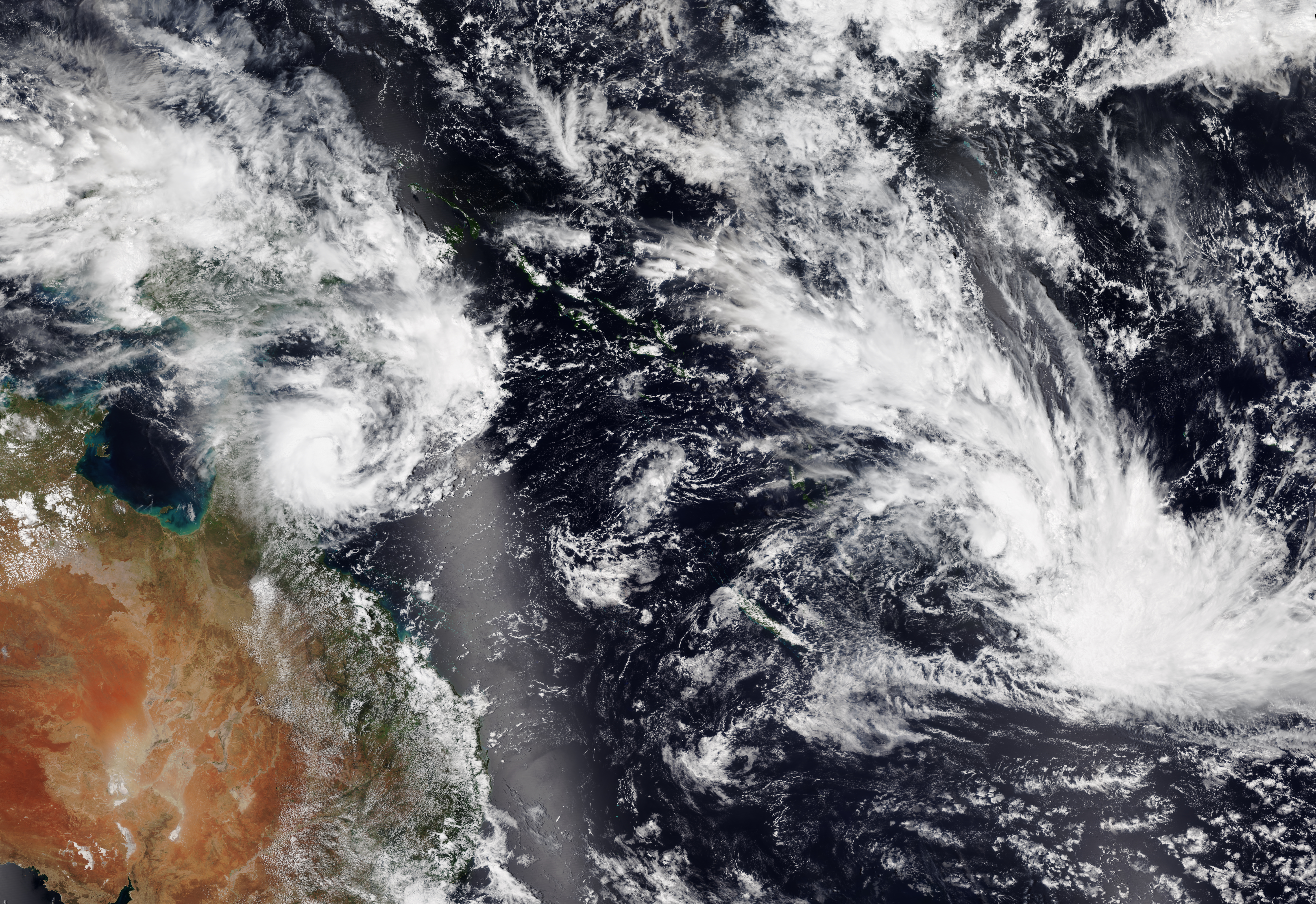
Hình ảnh vệ tinh xoáy thuận nhiệt đới Cody và Tiffany ngày 9 tháng 1 năm 2022.

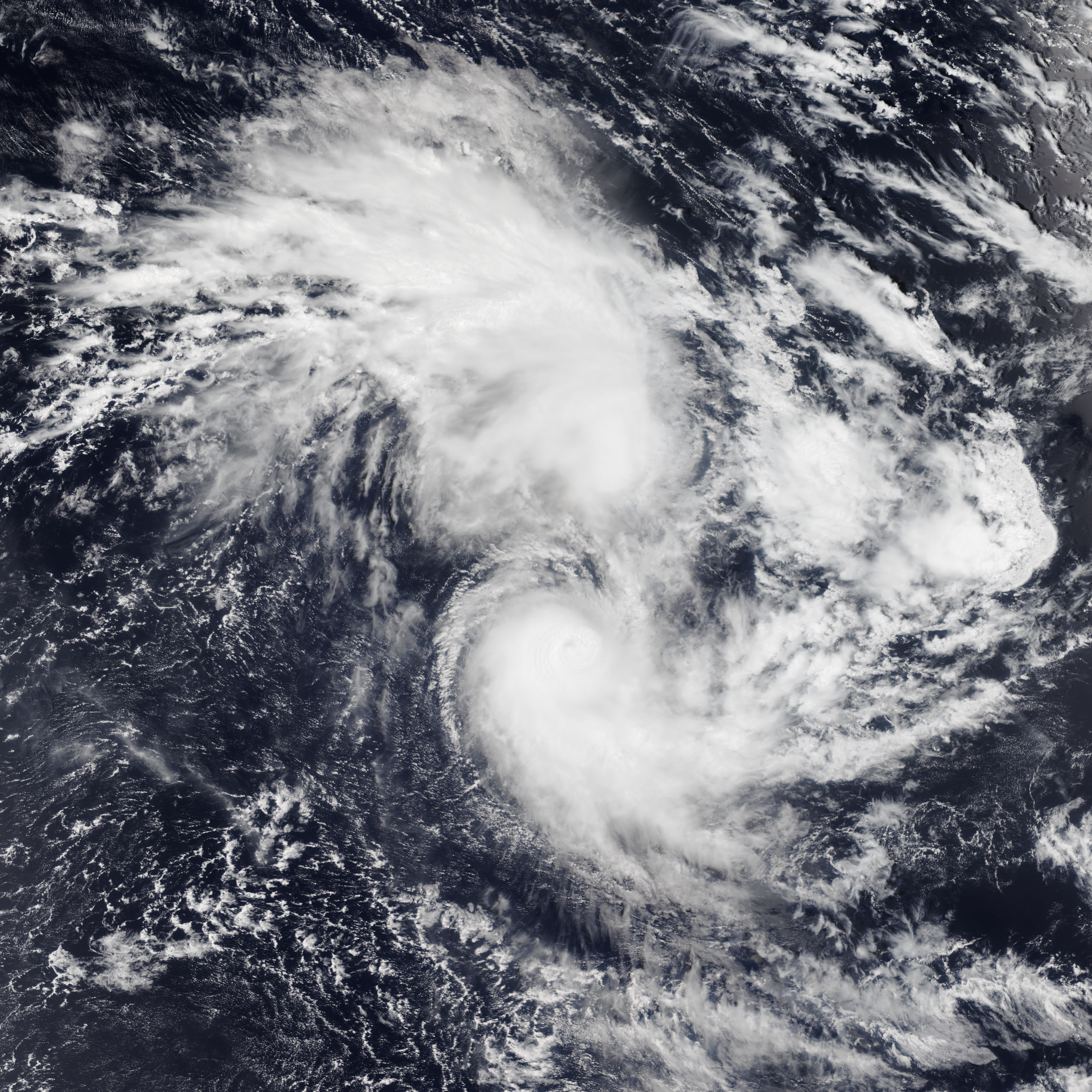
Hình ảnh vệ tinh xoáy thuận Vernon và áp thấp nhiệt đới 08R (khu vực Tây Nam Ấn Độ Dương) đang tương tác với nhau vào ngày 26 tháng 2 năm 2022.

Một áp thấp nhiệt đới đã phát triển ở phía bắc của Khu vực phía Tây vào ngày 9 tháng 11, bắt đầu mùa và cả mùa ở Nam bán cầu. Sau khi đi qua gần Quần đảo Cocos với lượng mưa, nó thoát ra khỏi lưu vực vào khu vực Tây Nam Ấn Độ Dương vào ngày 14 tháng 11. Ba ngày sau, Vùng thấp nhiệt đới 02U hình thành gần Đảo Giáng Sinh và sau đó trở thành Xoáy thuận nhiệt đới Paddy, cơn bão đầu tiên được đặt tên trong mùa này. Vào ngày 22 tháng 11, Vùng thấp nhiệt đới 03U được hình thành. Cuối tháng 11, vùng thấp nhiệt đới 04-U hình thành, gần như ngay lập tức mạnh lên thành bão và được đặt tên là Teratai. Ngày 07 tháng 12, bão Ruby hình thành, và đi ra khỏi khu vực.trong lúc đó, một vùng thấp yếu tên là 06-U cũng hoạt động. Mùa bão im ắng đến ngày 24 tháng 12, Vùng thấp 08-U đi qua Úc, rồi đi vào Biển San Hô, nơi bão Seth đạt đỉnh với sức gió 60 kn (110 km/h; 69 mph). Cùng lúc đó, vùng thấp 98-S cũng hoạt động nhưng không phát triển thêm mà chỉ giữ nguyên cường độ cho đến khi tan vào ngày 03 tháng 1. Vài ngày sau khi Seth tan, Vùng thấp nhiệt đới 10U nhanh chóng hình thành và rồi mạnh lên thành bão, được đặt tên là Tiffany. Xoáy thuận nhiệt đới nhanh chóng mạnh lên thành xoáy thuận nhiệt đới cấp 1 trước khi đổ bộ vào Bắc Queensland. Tương tác đất và cắt gió làm suy yếu đáng kể hệ thống. Tiffany sau đó đã đổ bộ lần thứ hai qua Lãnh thổ Bắc Úc mà không cần đi qua Vịnh Carpentaria. Vào ngày 23 tháng 1, một áp thấp nhiệt đới đã được theo dõi trong vài ngày trước khi đi vào Tây Nam Ấn Độ Dương, sau này trở thành bão Batsirai và gây ra sự tàn phá đối với Madagascar. Vào ngày 29 tháng 1, BoM bắt đầu theo dõi Vùng thấp nhiệt đới 16U và ra khỏi lưu vực mà không ảnh hưởng đến đất liền. Một tuần sau, Vùng thấp nhiệt đới 17U hình thành và ban đầu hệ thống có đối lưu sâu và một trung tâm được xác định rõ nhưng hiện tượng cắt và không khí khô vào mùa đông đã ngăn cản việc tăng cường và được ghi nhận lần cuối vào ngày 14 tháng 2. Cùng ngày 17U được chỉ định, Vùng thấp nhiệt đới 18U được theo dõi một thời gian ngắn trước khi đi vào lưu vực Nam Thái Bình Dương và trở thành Bão nhiệt đới dữ dội Dovi. Vào ngày 13 tháng 2, Vùng thấp nhiệt đới 19U hình thành ở phía Đông Nam của Đảo Giáng Sinh và ra khỏi lưu vực vài ngày sau đó, sau đó được gọi là Bão nhiệt đới ôn hòa Fezile. Vào ngày 23 tháng 2, Vùng thấp nhiệt đới 22U nhanh chóng phát triển đối lưu sâu và lõi bên trong, và BoM đã nâng cấp hệ thống thành Bão nhiệt đới Vernon. Sau đó, hệ thống này đã trải qua quá trình tăng cường nhanh chóng và đạt đỉnh là xoáy thuận nhiệt đới dữ dội cấp 4 trước khi tác động với Vùng thấp nhiệt đới 25U. Trong khi Vernon ra khơi và tiến vào Tây Nam Ấn Độ Dương, Vùng thấp nhiệt đới 21U đã phát triển ở Eo biển Torres, nhưng sức cắt gió lớn đã ngăn cản sự phát triển thêm. Đồng thời, Vùng thấp nhiệt đới 23U được theo dõi ở Biển Timor và sau đó trở thành Bão nhiệt đới Anika trước khi đổ bộ vào phía Đông Bắc Kalumburu. Anika đổ bộ lần thứ hai về phía Đông Pardoo, và nhanh chóng phát triển một lõi bên trong tốt hơn vào đất liền do hiệu ứng đại dương nâu. Vùng thấp nhiệt đới 26-U cũng được theo dõi về sự phát triển ở phía đông của Đảo Giáng Sinh và đạt được sức gió bão nhiệt đới, nhưng sức cắt gió lớn vào mùa đông đã khiến hệ thống tan rã. Vào ngày 11 tháng 3, vùng thấp nhiệt đới 27-U hình thành ở phía Nam Java và nhanh chóng phát triển lõi bên trong trước khi được đặt tên là Billy và nằm ngoài biển khi hệ thống cuối cùng không chịu nổi sức cắt của gió lớn. Vài ngày sau, Vùng thấp nhiệt đới 28-U hình thành ở phía tây nam của Sumba và sau đó được đặt tên là Charlotte. Xoáy thuận nhiệt đới nhanh chóng mạnh lên nhanh hơn dự kiến và đạt đỉnh là xoáy thuận nhiệt đới tương đương cấp 3 trong khi cố gắng làm rõ mắt bão. Tuy nhiên, đỉnh núi tồn tại tương đối ngắn khi đối lưu bị cắt và Charlotte chuyển sang xoáy thuận ngoại nhiệt đới.

## Danh sách các xoáy thuận nhiệt đới

### Bão Tiffany
Vào ngày 4 tháng 1, BoM bắt đầu theo dõi vùng áp thấp nhiệt đới thấp có thể hình thành gần Biển San hô.  Đến ngày 8 tháng 1, BoM bắt đầu đưa ra khuyến nghị về vùng áp thấp nhiệt đới thấp 10U.  JTWC sau đó đã ban hành TCFA trên hệ thống.  Đến ngày hôm sau, BoM đã nâng cấp nó lên bão nhiệt đới cấp 1 và đặt tên là Tiffany.  JTWC sau đó đã làm theo và bắt đầu đưa ra lời khuyên về Tiffany. Tiffany sau đó nhanh chóng mạnh lên, đạt đỉnh điểm là xoáy thuận nhiệt đới cấp 2 theo thang đo của Australia và xoáy thuận nhiệt đới tương đương cấp 1 theo thang Saffir-Simpson.  Cơn bão sau đó nhanh chóng suy yếu và đổ bộ vào Bán đảo Cape York dưới dạng bão nhiệt đới cấp 1 lúc 06:00 UTC ngày 10 tháng 1. Do tương tác với đất liền, nó nhanh chóng suy yếu trên đất liền và trở thành vùng áp thấp nhiệt đới yếu. Vùng áp thấp đã tràn vào Vịnh Carpentaria với cường độ như vậy trong cùng đêm.  Mặc dù gió đứt vừa phải, Tiffany lại mạnh lên và BoM đã nâng cấp hệ thống này thành xoáy thuận nhiệt đới cấp 2 trước ngày 11 tháng 1.  Vào 00:00 UTC ngày 12 tháng 1, cơn bão đổ bộ lần cuối vào khu vực Lãnh thổ phía Bắc và sau đó suy yếu nhanh chóng. Đồng thời, JTWC đã ngừng đưa ra lời khuyên.
 

Tiffany mang theo gió giật và lượng mưa lớn vượt quá 100 mm (3,9 in) đến Top End . Một ngôi nhà gần Katherine bị thiệt hại khoảng 50.000 đô la Úc (36.000 đô la Mỹ) do cây đổ.

## Thống kê mùa bão
| Tên bão                    | Thời gian hoạt động       | Cấp độ cao nhất                   | Sức gió duy trì    | Áp suất               | Khu vực tác động            | Tổn thất (USD)          | Số người chết | Tham khảo |
| -------------------------- | ------------------------- | --------------------------------- | ------------------ | --------------------- | --------------------------- | ----------------------- | ------------- | --------- |
| TL (1)                     | 09 – 14 tháng 11          | Vùng thấp nhiệt đới               | Không xác định     | 1006 hPa (29.71 inHg) | Không có                    | None                    | 0             |           |
| Paddy                      | 17 – 25 tháng 11          | Xoáy thuận nhiệt đới cấp 1        | 75 km/h (45 mph)   | 995 hPa (29.38 inHg)  | Đảo Giáng Sinh              | None                    | 0             |           |
| 03U                        | 22 – 28 tháng 11          | Vùng thấp nhiệt đới               | Không xác định     | 1006 hPa (29.71 inHg) | Không có                    | None                    | 0             |           |
| Teratai                    | 30 tháng 11 – 10 tháng 12 | Xoáy thuận nhiệt đới cấp 1        | 65 km/h (40 mph)   | 998 hPa (29.47 inHg)  | Đảo Giáng Sinh              | None                    | 0             |           |
| Ruby                       | 07 – 13 tháng 12          | Xoáy thuận nhiệt đới cấp 2        | 110 km/h (70 mph)  | 982 hPa (29.00 inHg)  | Quần đảo Solomon            | None                    | 0             |           |
| 06U                        | 12 – 15 tháng 12          | Vùng thấp nhiệt đới               | Không xác định     | 1007 hPa (29.74 inHg) | Không có                    | None                    | 0             |           |
| Seth                       | 24 tháng 12 – 06 tháng 1  | Xoáy thuận nhiệt đới cấp 2        | 110 km/h (70 mph)  | 983 hPa (29.03 inHg)  | Lãnh thổ Bắc Úc, Queensland | None                    | 2             |           |
| 98S                        | 26 tháng 12 – 03 tháng 1  | Vùng thấp nhiệt đới               | Không xác định     | Không xác định        | Không có                    | None                    | 0             |           |
| Tiffany                    | 06 – 17 tháng 1           | Xoáy thuận nhiệt đới cấp 2        | 95 km/h (50 mph)   | 989 hPa (29.35 inHg)  | Queensland, Lãnh thổ Bắc Úc | $36 nghìn               | 0             | [ 9 ]     |
| 11U                        | 13 – 14 tháng 1           | Vùng thấp nhiệt đới               | Không xác định     | 1008 hPa (29.77 inHg) | Không có                    | None                    | 0             |           |
| TL (2)                     | 22 – 25 tháng 1           | Vùng thấp nhiệt đới               | Không xác định     | 1005 hPa (29.68 inHg) | Không có                    | None                    | 0             |           |
| Batsirai                   | 23 – 25 tháng 1           | Vùng thấp nhiệt đới               | Không xác định     | 1003 hPa (29.61 inHg) | Không có                    | None                    | 0             |           |
| 16U                        | 29 tháng 1 – 03 tháng 2   | Vùng thấp nhiệt đới               | 65 km/h (40 mph)   | 995 hPa (29.38 inHg)  | Không có                    | None                    | 0             |           |
| 14U                        | 30 tháng 1 - 06 tháng 2   | Vùng thấp nhiệt đới               | Không xác định     | 1003 hPa (29.61 inHg) | Không có                    | None                    | 0             |           |
| 17U                        | 05 – 12 tháng 2           | Vùng thấp nhiệt đới               | Không xác định     | Không xác định        | Không có                    | None                    | 0             |           |
| Dovi                       | 05 – 06 tháng 2           | Vùng thấp nhiệt đới               | Không xác định     | Không xác định        | Không có                    | None                    | 0             |           |
| Fezile                     | 13 – 16 tháng 2           | Vùng thấp nhiệt đới               | 55 km/h (35 mph)   | 999 hPa (29.50 inHg)  | Không có                    | None                    | 0             |           |
| 20U                        | 17 – 19 tháng 2           | Vùng thấp nhiệt đới               | Không xác định     | Không xác định        | Không có                    | None                    | 0             |           |
| Vernon                     | 23 – 26 tháng 2           | Xoáy thuận nhiệt đới dữ dội cấp 4 | 185 km/h (115 mph) | 950 hPa (28.05 inHg)  | Không có                    | None                    | 0             |           |
| 21U                        | 24 tháng 2 – 01 tháng 3   | Vùng thấp nhiệt đới               | 45 km/h (30 mph)   | Không xác định        | Không có                    | None                    | 0             |           |
| Anika                      | 24 tháng 2 – 04 tháng 3   | Xoáy thuận nhiệt đới cấp 2        | 95 km/h (50 mph)   | 987 hPa (29.13 inHg)  | Không có                    | Lãnh thổ Bắc Úc, Tây Úc | 0             | [ 10 ]    |
| 25U                        | 26 – 27 tháng 2           | Vùng thấp nhiệt đới               | Không xác định     | Không xác định        | Không có                    | None                    | 0             |           |
| 26U                        | 27 tháng 2 – 04 tháng 3   | Vùng thấp nhiệt đới               | Không xác định     | Không xác định        | Không có                    | None                    | 0             |           |
| Billy                      | 11 – 17 tháng 3           | Xoáy thuận nhiệt đới cấp 1        | 85 km/h (50 mph)   | 991 hPa (28.52 inHg)  | Không có                    | None                    | 0             |           |
| Charlotte                  | 15 tháng 3 – 26 tháng 3   | Xoáy thuận nhiệt đới dữ dội cấp 4 | 165 km/h (105 mph) | 956 hPa (28.23 inHg)  | Quần đảo Sunda Nhỏ          | None                    | 0             |           |
| 96S                        | 30 tháng 3 – 1 tháng 3    | Vùng thấp nhiệt đới               | Không xác định     | Không xác định        | Không có                    | None                    | 0             |           |
| 32U                        | 08 tháng 4 – 9 tháng 4    | Vùng thấp nhiệt đới               | Không xác định     | Không xác định        | Không có                    | None                    | 0             |           |
| 33U                        | 16 tháng 4 – 19 tháng 4   | Vùng thấp nhiệt đới               | 45 km/h (30 mph)   | 1005 hPa (29.68 inHg) | Lãnh thổ Bắc Úc             | None                    | 0             |           |
| 34U                        | 25 tháng 4 – 29 tháng 4   | Vùng thấp nhiệt đới               | 65 km/h (40 mph)   | 998 hPa (29.47 inHg)  | Không có                    | None                    | 0             |           |
| 37U                        | 25 tháng 4 – 26 tháng 4   | Vùng thấp nhiệt đới               | 65 km/h (40 mph)   | 996 hPa (29.41 inHg)  | Không có                    | None                    | 0             |           |
| Karim                      | 7 tháng 5 – 11 tháng 5    | Xoáy thuận nhiệt đới cấp 2        | 110 km/h (70 mph)  | 982 hPa (29.00 inHg)  | Không có                    | None                    | 0             |           |
| 92S                        | 28 tháng 5 – 31 tháng 5   | Vùng thấp cận nhiệt đới           | Không xác định     | 1004 hPa (29.65 inHg) | Không có                    | None                    | 0             |           |
| Tổng tỷ số mùa bão         |                           |                                   |                    |                       |                             |                         |               |           |
| 32 XTNĐ (Vernon mạnh nhất) | 09 tháng 11 – 31 tháng 5  |                                   | 185 km/h (115 mph) | 950 hPa (28.05 inHg)  |                             | >36000$                 | 2             |           |

## Tên bão

### Tên xoáy thuận nhiệt đới

#### Cục Khí tượng Úc (BoM)
| Paddy                 | Ruby                 | Seth                  | Tiffany                  |
| Vernon                | Anika                | Billy                 | Charlotte                |
| Darian (chưa sử dụng) | Ellie (chưa sử dụng) | Freddy (chưa sử dụng) | Gabrielle (chưa sử dụng) |

#### TCWC Jakarta
| Teratai                | Anggrek (chưa sử dụng) | Bakung (chưa sử dụng)    |
| Cempaka (chưa sử dụng) | Dahlia (chưa sử dụng)  | Flamboyan (chưa sử dụng) |

#### TCWC Port Moresby
| Hibu (chưa sử dụng) | Ila (chưa sử dụng)  | Kama (chưa sử dụng) | Lobu (chưa sử dụng) | Maila (chưa sử dụng) |
| Alu (chưa sử dụng)  | Buri (chưa sử dụng) | Dodo (chưa sử dụng) | Emau (chưa sử dụng) | Fere (chưa sử dụng)  |